# Gemmrigheim

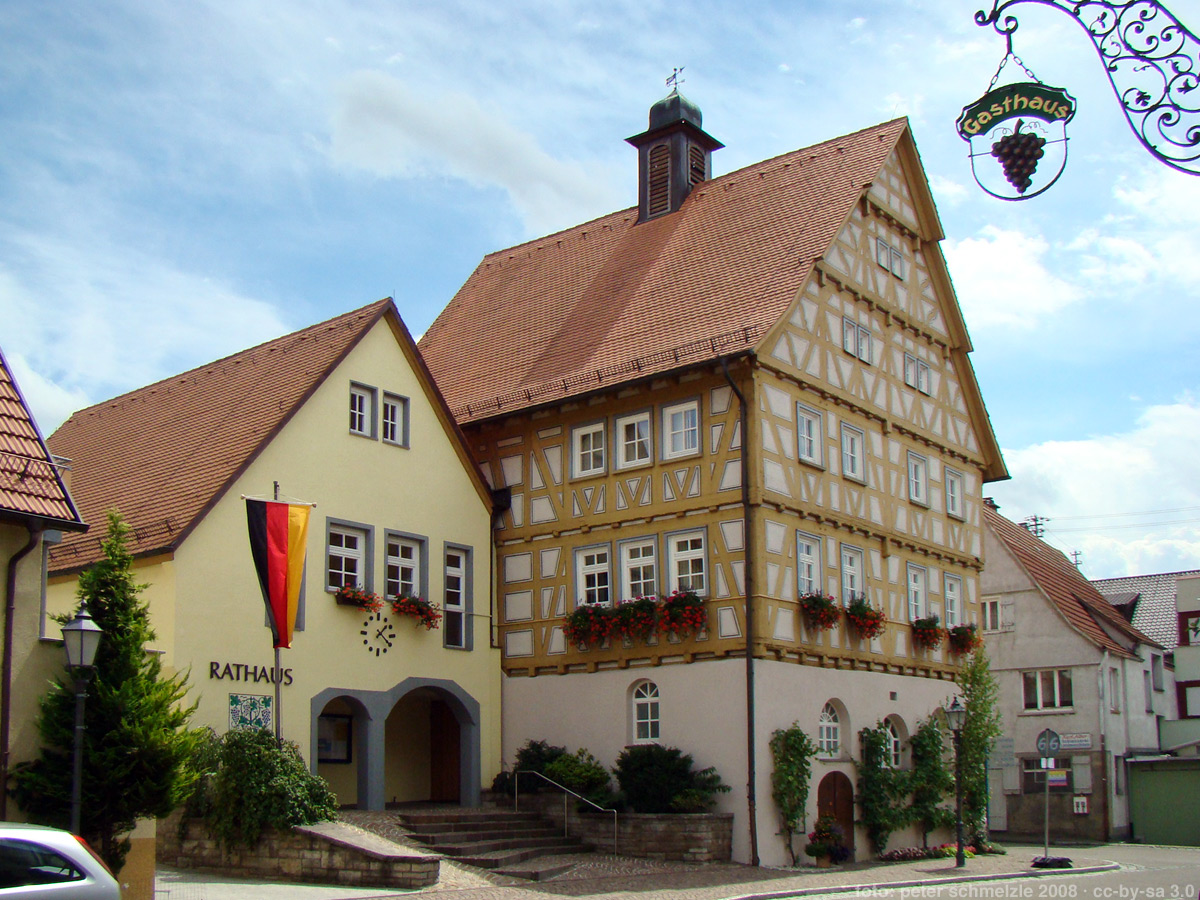
Rathaus in Gemmrigheim

Gemmrigheim ist eine Gemeinde im Landkreis Ludwigsburg in Baden-Württemberg. Sie gehört zur Region Stuttgart (bis 1992 Region Mittlerer Neckar) und zur europäischen Metropolregion Stuttgart.

## Geographie

### Geographische Lage
Gemmrigheim liegt in 170 bis 298 Meter Höhe direkt am Neckar zwischen den Kreisstädten Ludwigsburg und Heilbronn.

### Nachbargemeinden
Die Gemeinde grenzt im Nordosten an Neckarwestheim im Landkreis Heilbronn, im Osten und Süden an die Stadt Besigheim, im Südosten an die Gemeinde Hessigheim sowie im Südwesten an Walheim und im Westen und Norden an Kirchheim am Neckar.

### Gemeindegliederung
Zu Gemmrigheim gehören das Dorf Gemmrigheim, die Höfe Heinzenberg, Liebensteiner Weg und Vogelsang sowie die Häuser Pumpwerk und Wasen.

### Flächenaufteilung
Nach Daten des Statistischen Landesamtes, Stand 2014.

## Geschichte

### Frühe Geschichte
Verschiedene Funde unterschiedlicher Epochen in Gemmrigheim weisen auf eine uralte Besiedlung des Ortes hin. Gemmrigheim wurde in einer Urkunde des Klosters Reichenbach vom 22. September 1085 erstmals erwähnt und gehörte damals zur Gaugrafschaft der Grafen von Calw-Vaihingen, von denen der Ort 1140 an die Pfalzgrafen von Tübingen überging und von diesen über die Hofwart von Kirchheim bis ins 14. Jahrhundert zur Grafschaft Württemberg, wo er zum Amt Lauffen gehörte. Ein erster württembergischer Schultheiß ist 1410 belegt.
Der Weinbau in der Gemeinde ist seit dem 12. Jahrhundert verbürgt und prägte Gemmrigheim wesentlich. Der Ort wurde im Dreißigjährigen Krieg und den nachfolgenden militärischen Auseinandersetzungen mehrfach in Mitleidenschaft gezogen.

### 19. und 20. Jahrhundert
Im Zuge der neuen Verwaltungsgliederung nach der Gründung des Königreichs Württemberg kam Gemmrigheim 1808 zum Oberamt Besigheim. Die Industrialisierung begann in Gemmrigheim 1865, als eine alte Neckarmühle zuerst zur Holzstofffabrik und dann zur Papierfabrik ausgebaut wurde. Durch die Kreisreform während der NS-Zeit in Württemberg wurde Gemmrigheim 1938 bei Auflösung des Oberamtes Besigheim dem Landkreis Ludwigsburg zugeordnet.
Während des Zweiten Weltkrieges kamen 1939 die ersten polnischen Kriegsgefangenen nach Gemmrigheim. Obwohl feindliche Truppen die Papierfabrik bei einem Luftangriff bombardierten, blieb das Dorf relativ unversehrt. Am 9. April 1945 sprengte die Wehrmacht die Neckarbrücke zwischen Gemmrigheim und Kirchheim, um die Alliierten beim Vormarsch zu hindern, wobei amerikanische Soldaten am 20. desselben Monats den Ort besetzten und der Krieg somit in Gemmrigheim zu Ende ging. Der Ort wurde Teil der Amerikanischen Besatzungszone und gehörte somit bis 1952 zum neu gegründeten Land Württemberg-Baden. Bis Ende 1946 nahm Gemmrigheim über 500 Heimatvertriebene, überwiegend aus dem Sudetenland, auf.
Am 11. November 1950 weihte man die neue Neckarbrücke ein. In den 1950er und 1960er Jahren entstanden die Neubaugebiete Hinterhof, Gassenweingärten, Unter der Hessigheimer Steige, Waldstraße und Langer Forst sowie die Wohngebiete auf dem Plappstein und Gräble. Mit der Sanierung des Ortskerns wurde in den 1980er Jahren begonnen, bei der die Ortsdurchfahrt fertiggestellt und 1981 die Umgehungsstraße eingeweiht wurden. 1997 erschloss man das Baugebiet Neusatz/Scheidwegle.

### Einwohnerentwicklung
Einwohnerzahlen nach dem jeweiligen Gebietsstand. Die Zahlen sind Volkszählungsergebnisse (¹) oder amtliche Fortschreibungen des Statistischen Landesamtes Baden-Württemberg (nur Hauptwohnsitze).
| Jahr                | Einwohner |
| ------------------- | --------- |
| 1. Dezember 1871¹   | 1.022     |
| 1. Dezember 1880¹   | 1.144     |
| 1. Dezember 1890¹   | 1.329     |
| 1. Dezember 1900¹   | 1.397     |
| 1. Dezember 1910¹   | 1.489     |
| 16. Juni 1925¹      | 1.545     |
| 16. Juni 1933¹      | 1.606     |
| 17. Mai 1939¹       | 1.704     |
| 13. September 1950¹ | 2.299     |
| 6. Juni 1961¹       | 2.562     |

| Jahr              | Einwohner |
| ----------------- | --------- |
| 27. Mai 1970¹     | 3.320     |
| 31. Dezember 1980 | 3.349     |
| 25. Mai 1987¹     | 3.387     |
| 31. Dezember 1990 | 3.615     |
| 31. Dezember 1995 | 3.528     |
| 31. Dezember 2000 | 3.737     |
| 31. Dezember 2005 | 4.019     |
| 31. Dezember 2010 | 3.928     |
| 31. Dezember 2015 | 4.040     |
| 31. Dezember 2020 | 4.522     |

## Religionen
Seit der Reformation ist Gemmrigheim vorwiegend evangelisch geprägt. Heute gibt es neben der evangelischen Gemeinde jedoch auch wieder eine römisch-katholische Kirchengemeinde, und auch die Zeugen Jehovas sind im Ort vertreten.

## Politik

### Gemeinderat
Der Gemeinderat in Gemmrigheim besteht aus den 14 gewählten ehrenamtlichen Gemeinderäten und dem Bürgermeister als Vorsitzendem. Der Bürgermeister ist im Gemeinderat stimmberechtigt.
Die Kommunalwahl am 9. Juni 2024 führte zu folgendem Ergebnis. Die Wahlbeteiligung lag bei 59,13 %.
| Partei                   | Prozent | Sitze |
| ------------------------ | ------- | ----- |
| CDU                      | 41,22 % | 6     |
| Aktives Gemmrigheim      | 39,59 % | 5     |
| Freie Wähler Gemmrigheim | 19,19 % | 3     |

### Bürgermeister
Bürgermeister von Gemmrigheim seit dem Zweiten Weltkrieg:
- 1945–1948: Christian Stolzenberger
- 1948–1954: Karl Girr
- 1954–1986: Helmut Klass
- 1986–1994: Günter Seitz
- 1994–2018: Monika Chef (FDP/DVP)
- seit 2018: Jörg Frauhammer (SPD)[7]

Für eine Übersicht der historischen Gemeindevorstände siehe die Liste der Bürgermeister von Gemmrigheim.

### Wappen und Flagge
| Wappen von Gemmrigheim | Blasonierung: „In Silber auf grünem Dreiberg an schwarzem Pfahl ein grüner Weinstock mit fünf (3:2) blauen Trauben.“ |
| Wappen von Gemmrigheim | Die Gemeindeflagge ist Blau-Weiß und wurde am 20. Februar 1980 verliehen.                                            |

### Partnerschaften
Gemmrigheim unterhält seit 2004 partnerschaftliche Beziehungen zu Trigono in Griechenland.

## Bauwerke
Die evangelische Johanneskirche wurde erstmals 1231 urkundlich erwähnt. Im Turmobergeschoss befindet sich eine Turmkapelle mit Fresken aus der Zeit um 1400. Im Langhaus der Kirche, das im 16. Jahrhundert errichtet wurde, haben sich historische Altarbaldachine und Wandmalereien erhalten.

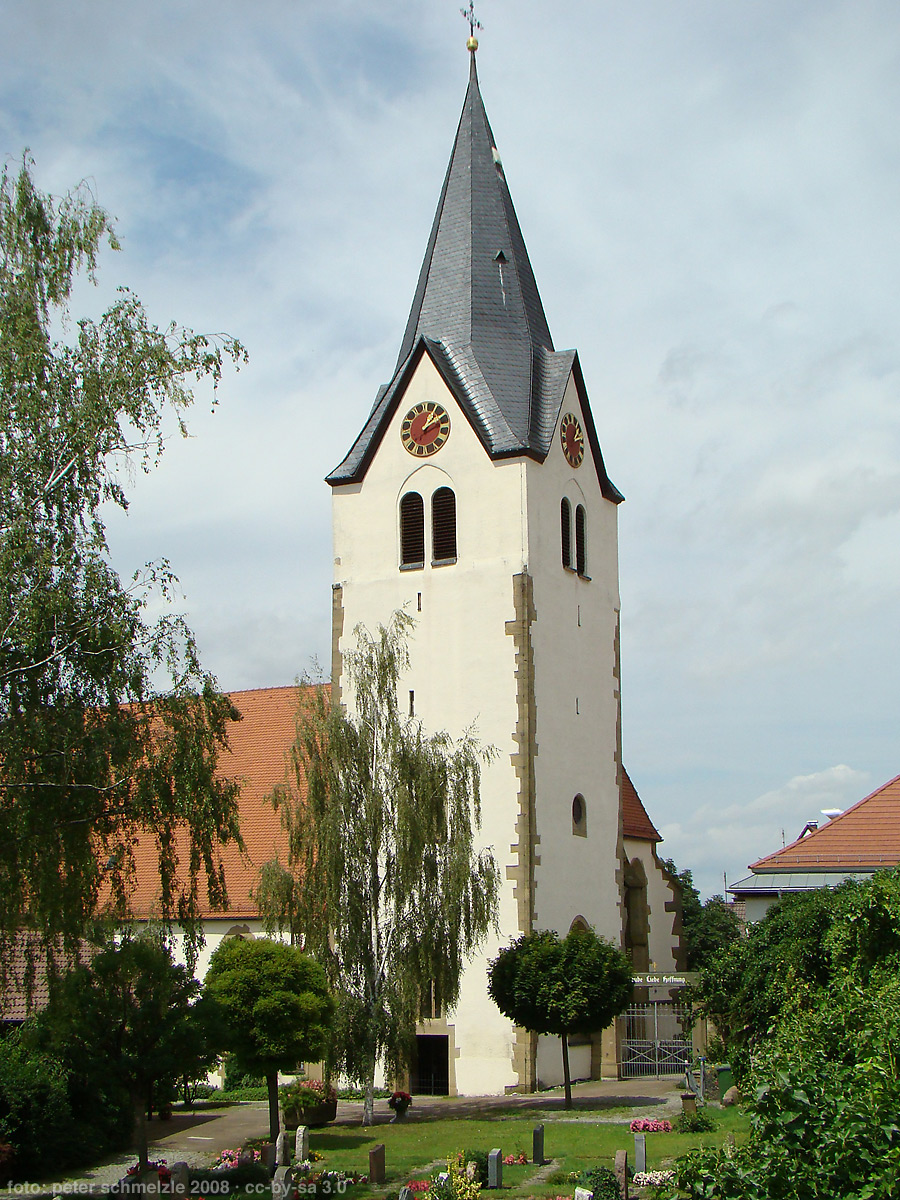
Johanneskirche
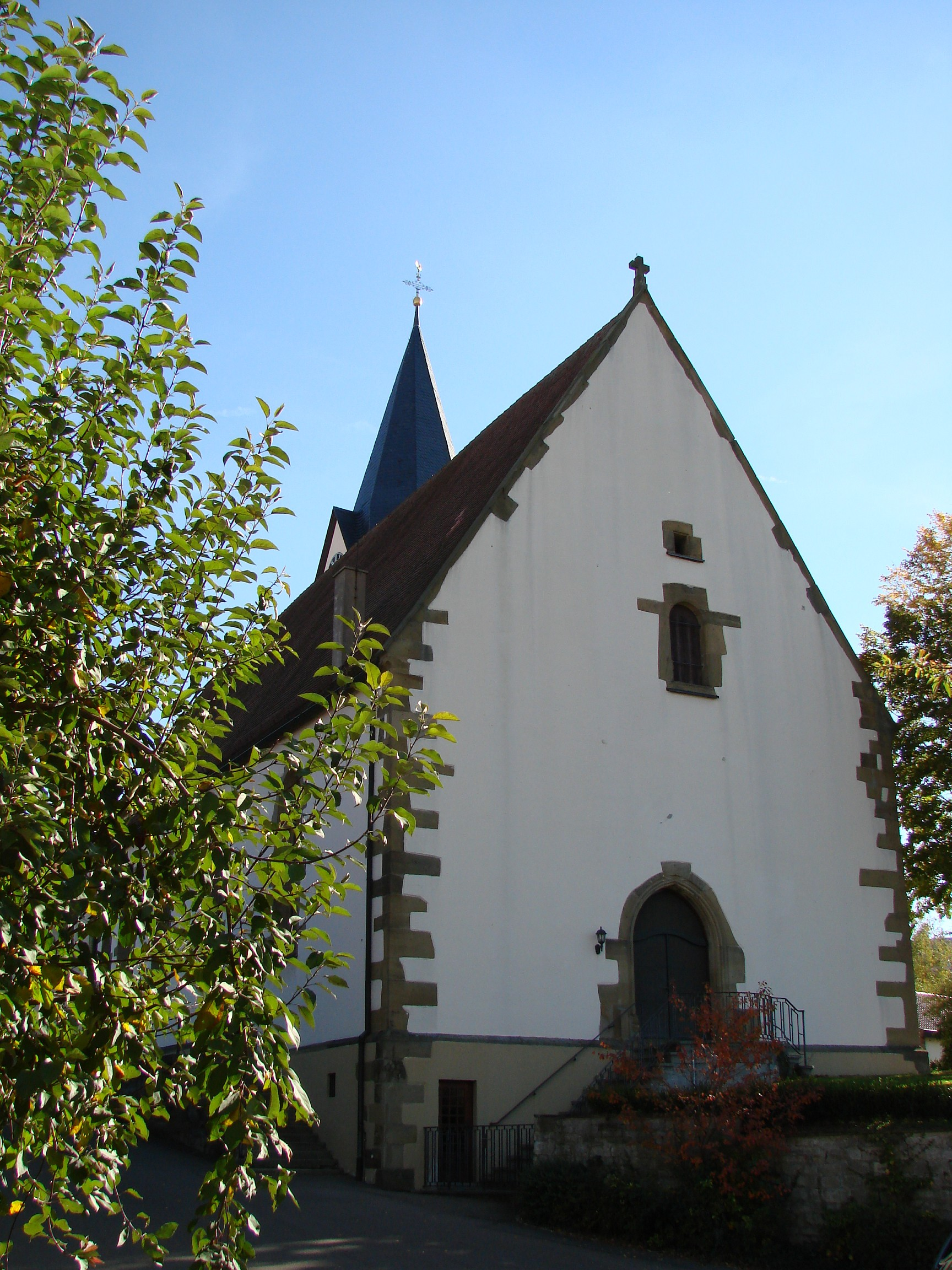
Langhausgiebel der Johanneskirche
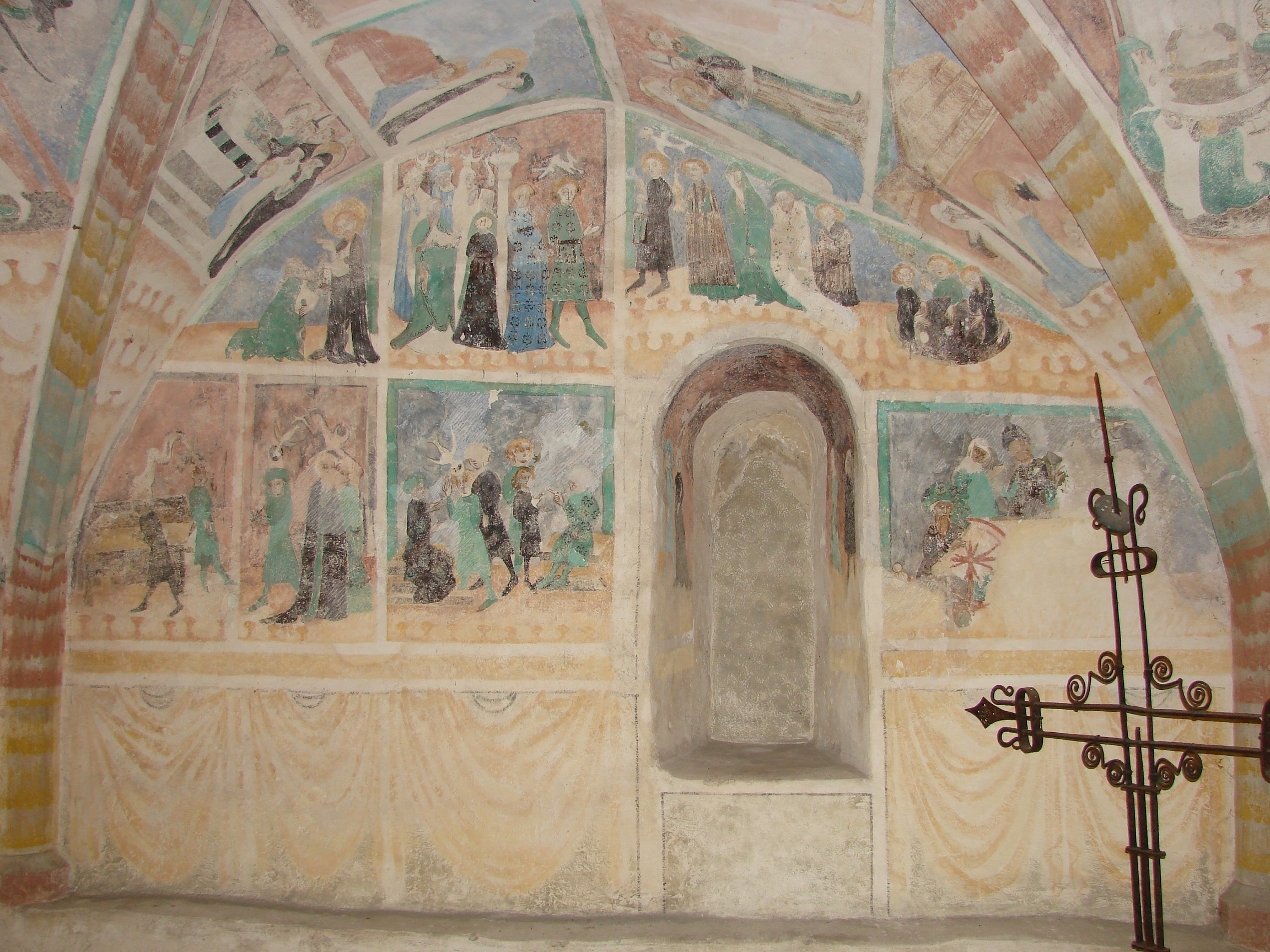
Fresken in der Turmkapelle
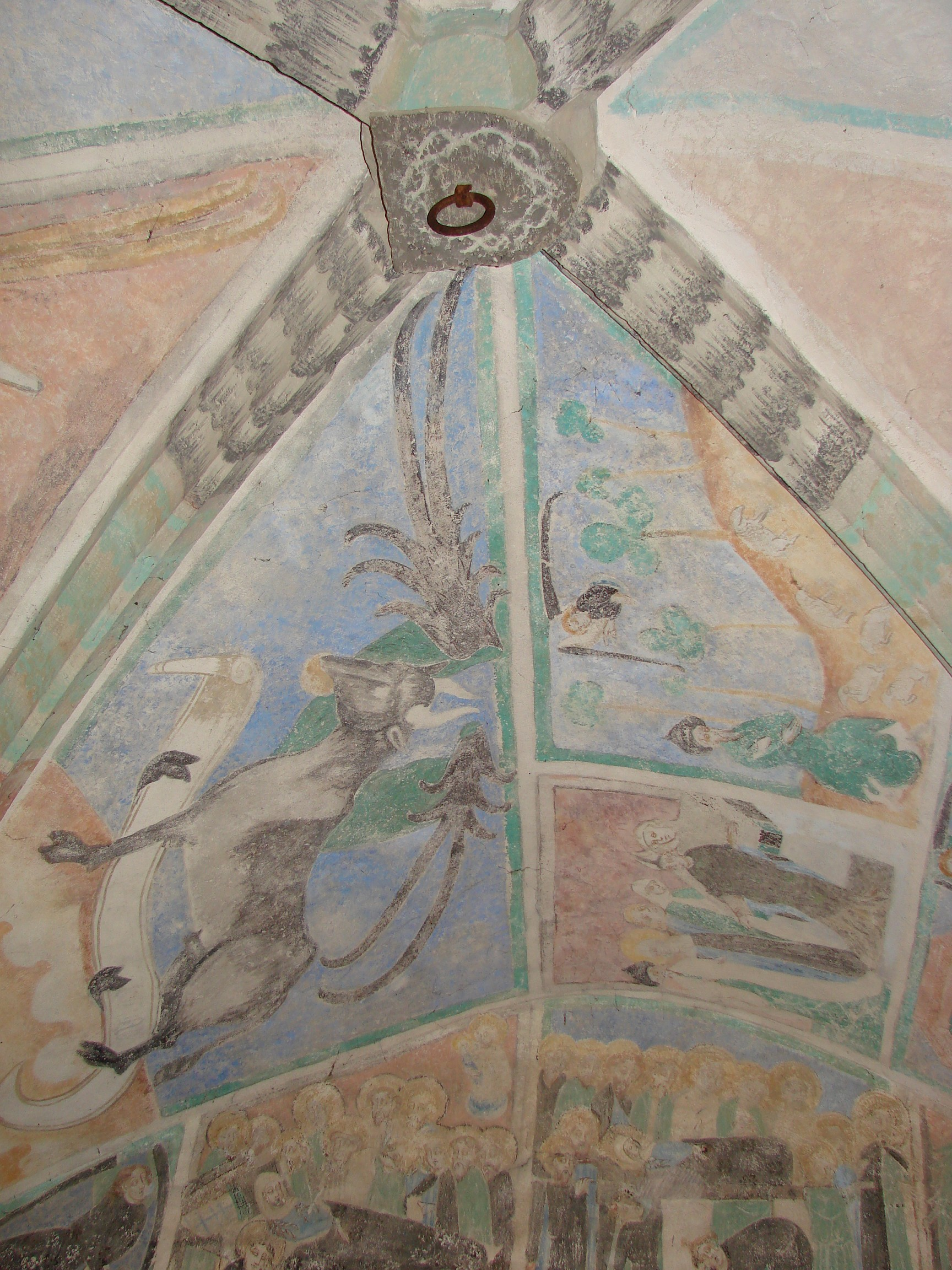
Turmkapelle, Gewölbevierung

Sehenswert sind auch die beiden mittelalterlichen Tore und der Ortskern mit einigen hübsch renovierten alten Fachwerkhäusern, darunter auch das Rathaus. Die alte Kelter von 1817/18 wurde 1949/50 zur Schule umgebaut.

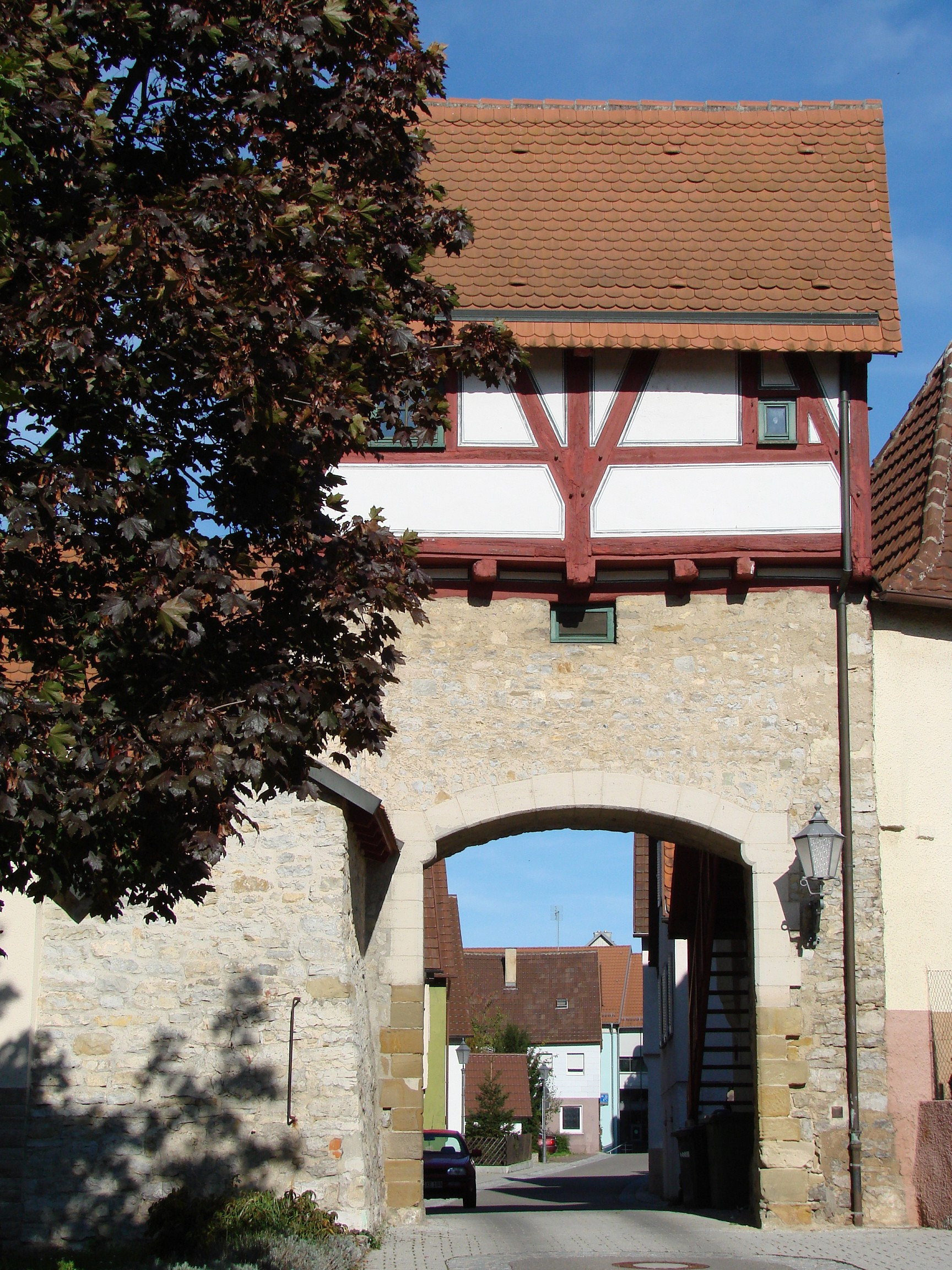
Besigheimer Tor
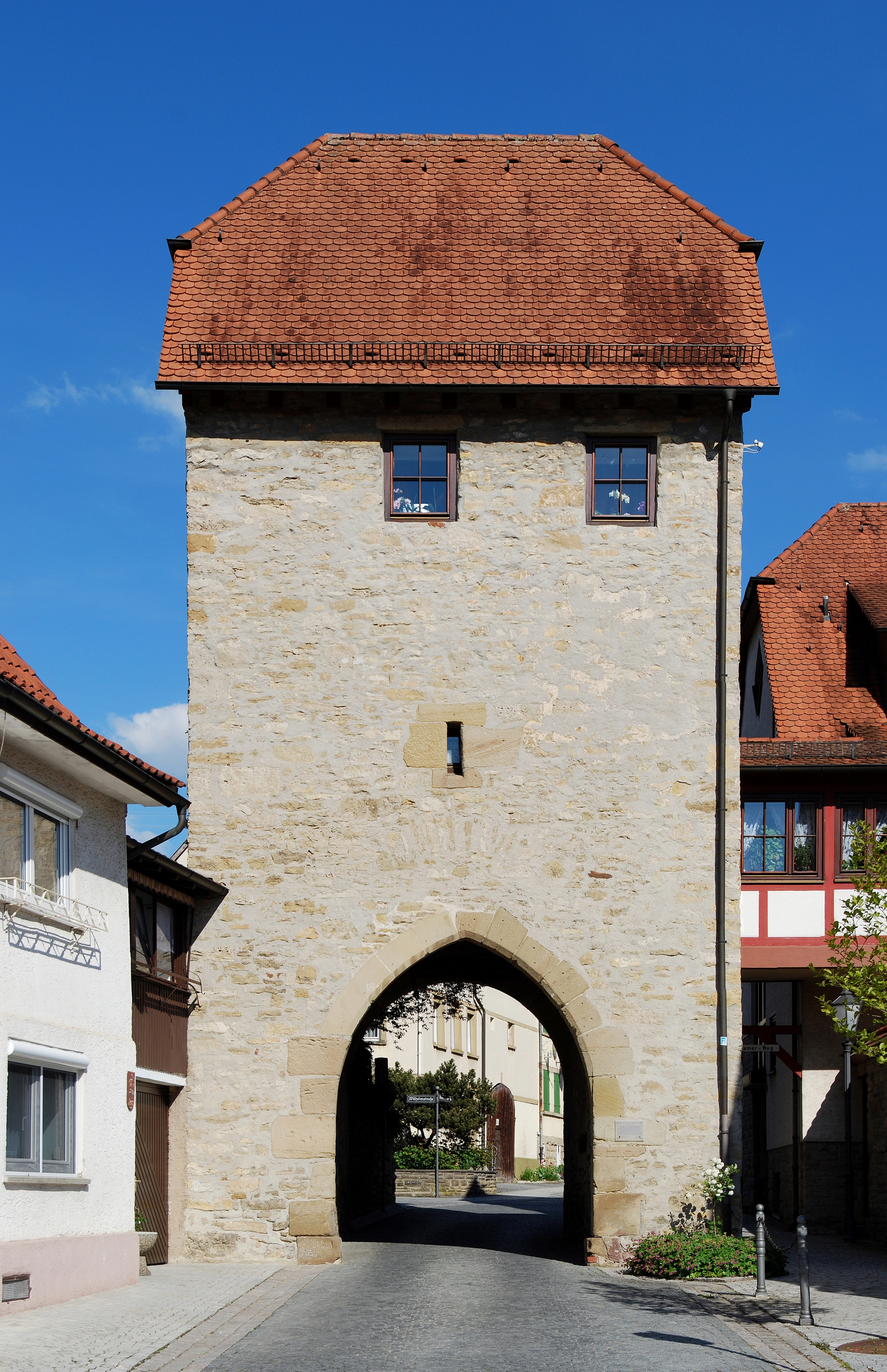
Ottmarsheimer Tor
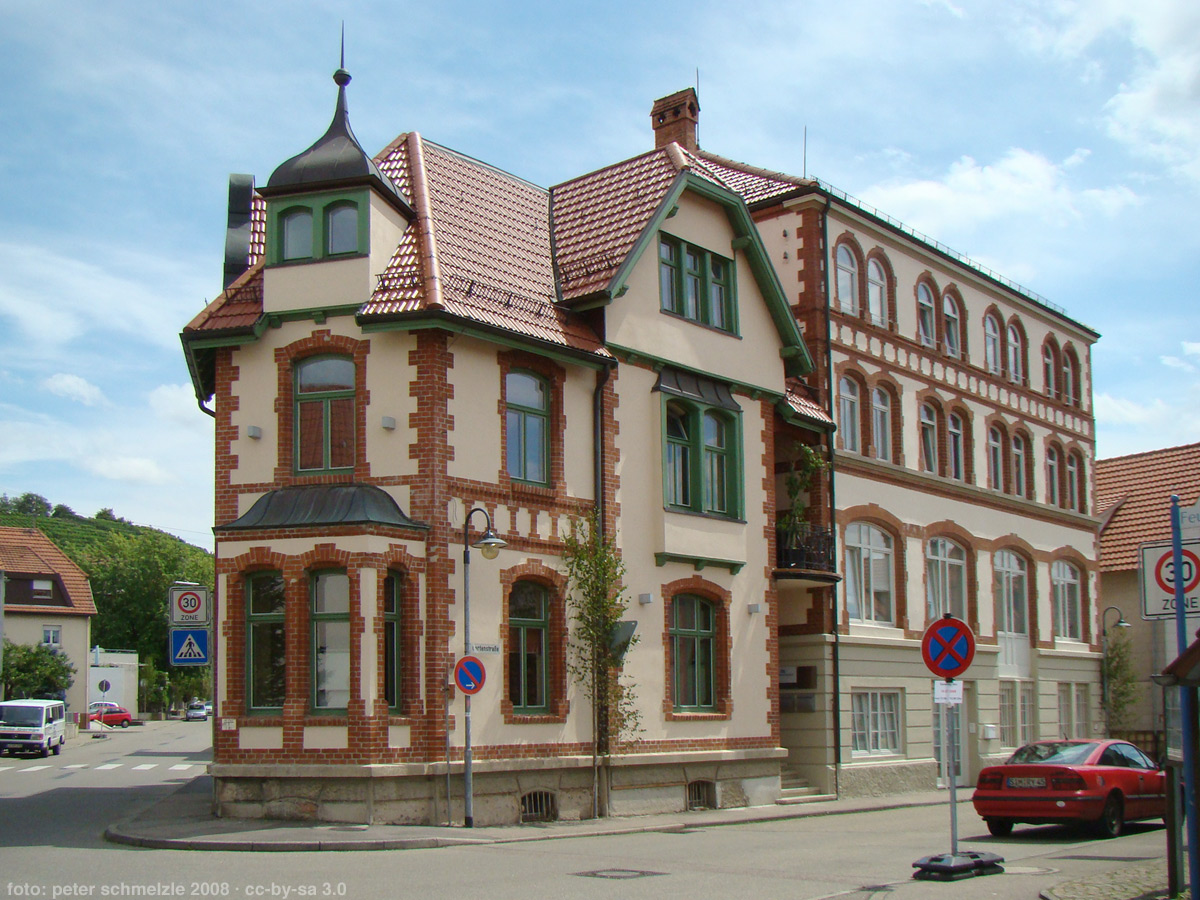
Historisches Gebäude in der Gartenstraße
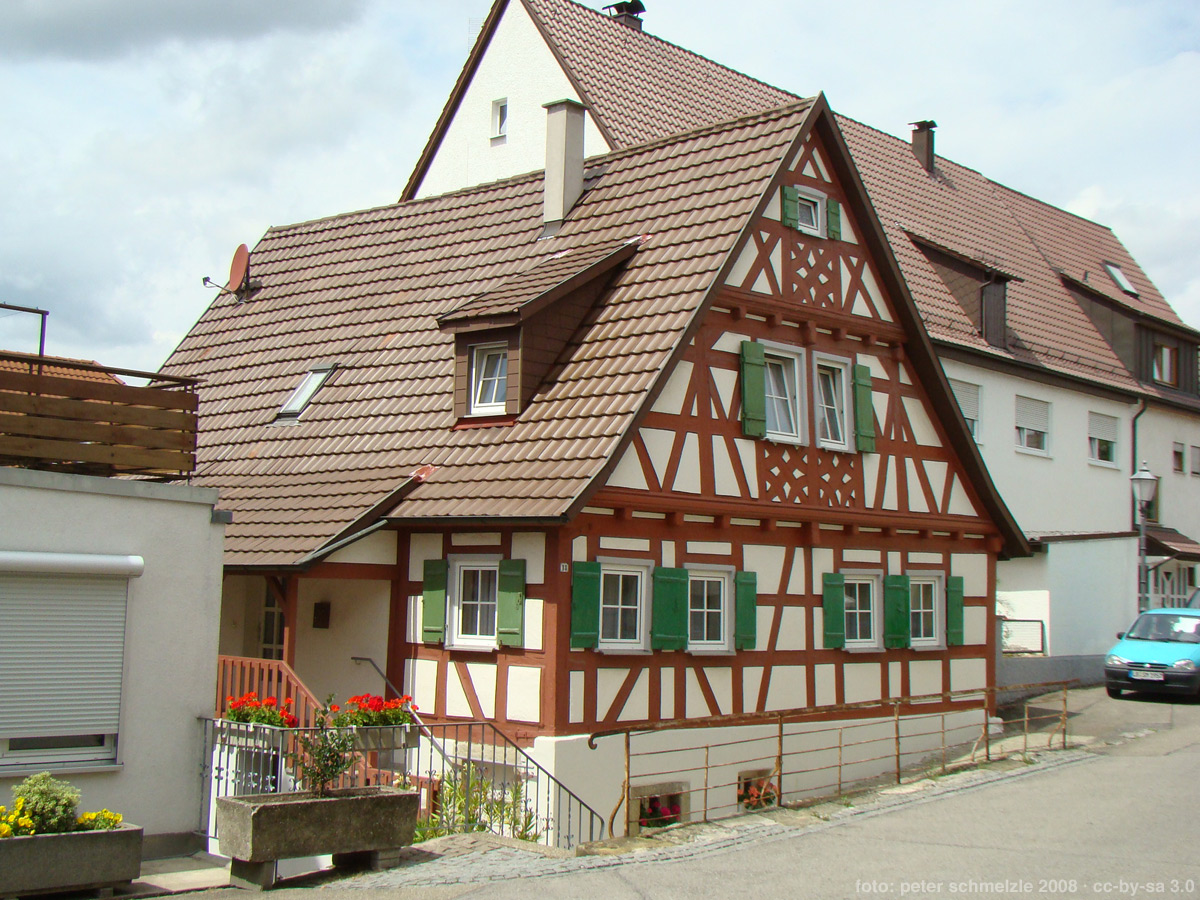
Fachwerkhaus in der Hofgasse

## Wirtschaft und Infrastruktur

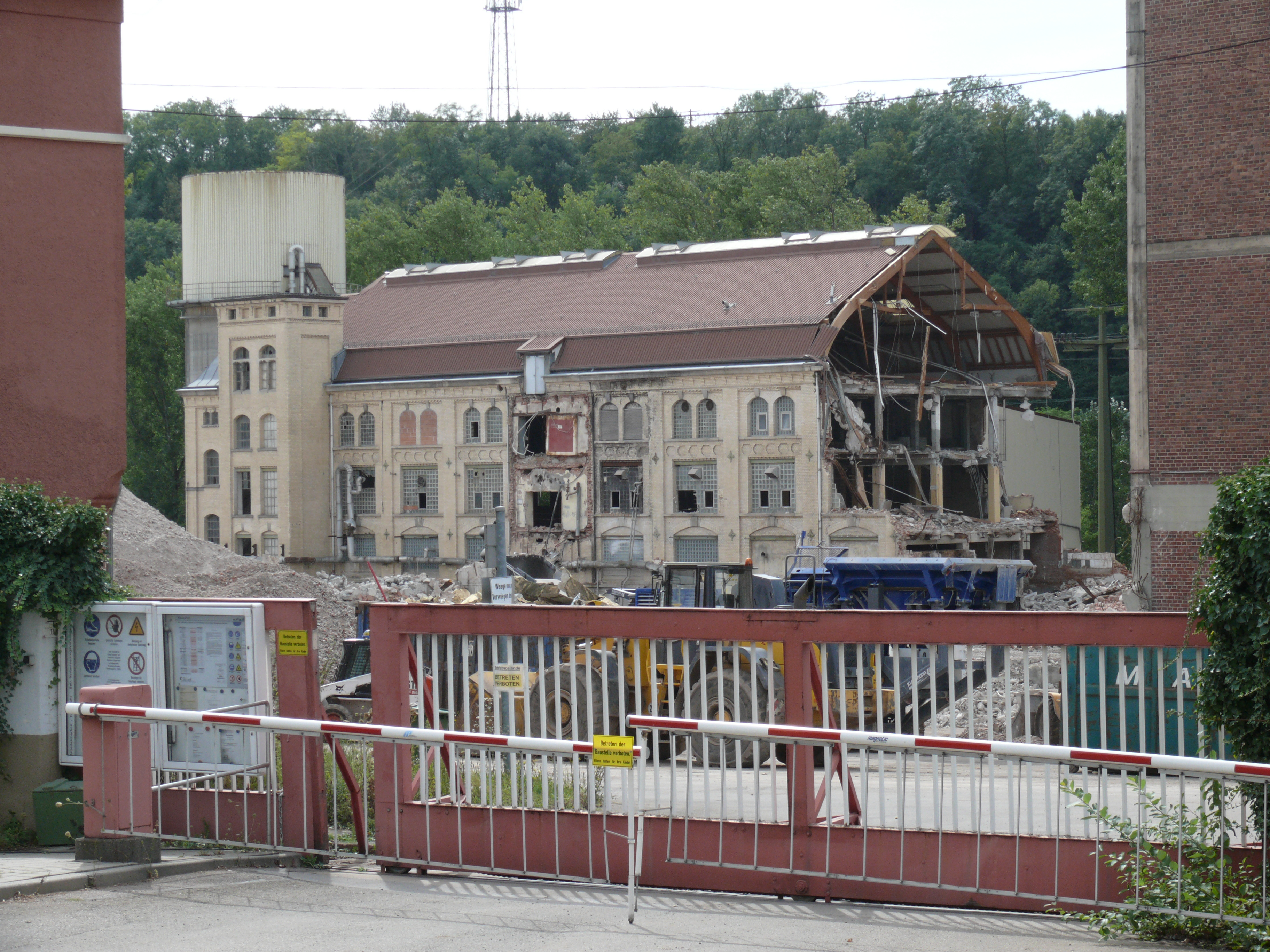
Die Papierfabrik beim Abriss (2013)

Der geschichtlich bedeutendste Betrieb war die bis in die 1860er Jahre zurückreichende Papierfabrik in Gemmrigheim, die von 1971 bis 2006 zur Steinbeis-Gruppe gehörte und zum Jahresende 2009 geschlossen wurde. Im Sommer 2013 wurden die Fabrikgebäude großteils abgerissen.
Ein kleiner Teil des Kernkraftwerks Neckarwestheim liegt auf Gemmrigheimer Gebiet. Dadurch fließt auch ein kleiner Teil der Gewerbesteuer des Betreibers EnBW in die Gemmrigheimer Gemeindekasse.
In dem in den 1960er Jahren angelegten Industriegebiet haben sich neben einer Vielzahl kleinerer Unternehmen auch einige Industriebetriebe angesiedelt.

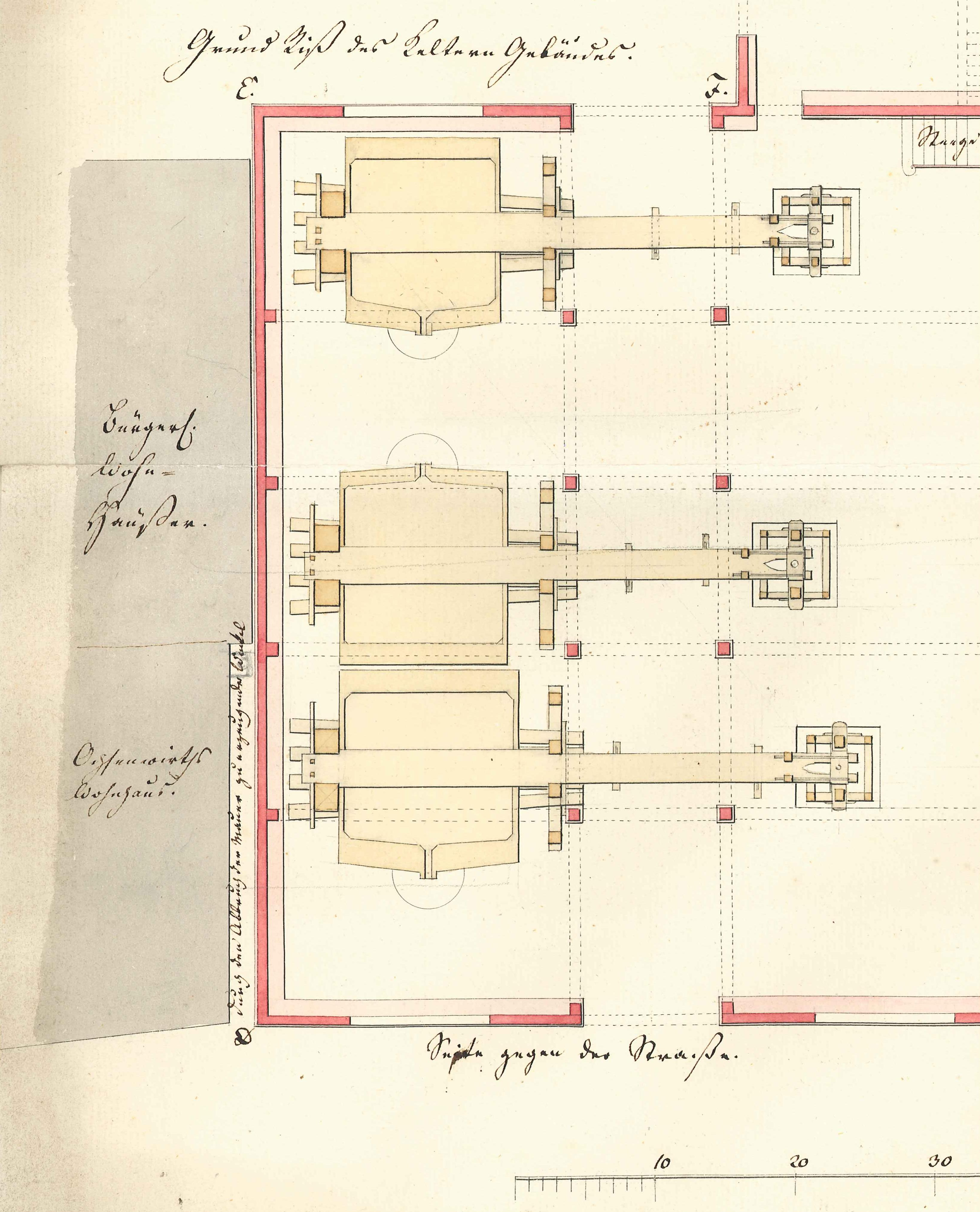
Plan dreier Baumkeltern in der Kelter von Gemmrigheim, frühes 19. Jahrhundert

Auch die Landwirtschaft spielt noch eine Rolle. Im Jahr 2007 wurden zehn Haupterwerbsbetriebe und 25 Nebenerwerbsbetriebe gezählt. Von den ca. 400 ha landwirtschaftlicher Nutzfläche sind mehr als 60 ha Rebfläche, das sind fast acht Prozent der Gemeindefläche. Bevorzugt angebaute Rebsorten sind Trollinger und Schwarzriesling. Die Gemmrigheimer Lagen gehören zur Großlage Schalkstein im Gebiet Württembergisch Unterland des Weinbaugebietes Württemberg.

### Öffentliche Einrichtungen
Es gibt ein Alten- und Pflegeheim der kreiseigenen Kleeblatt Pflegeheime.

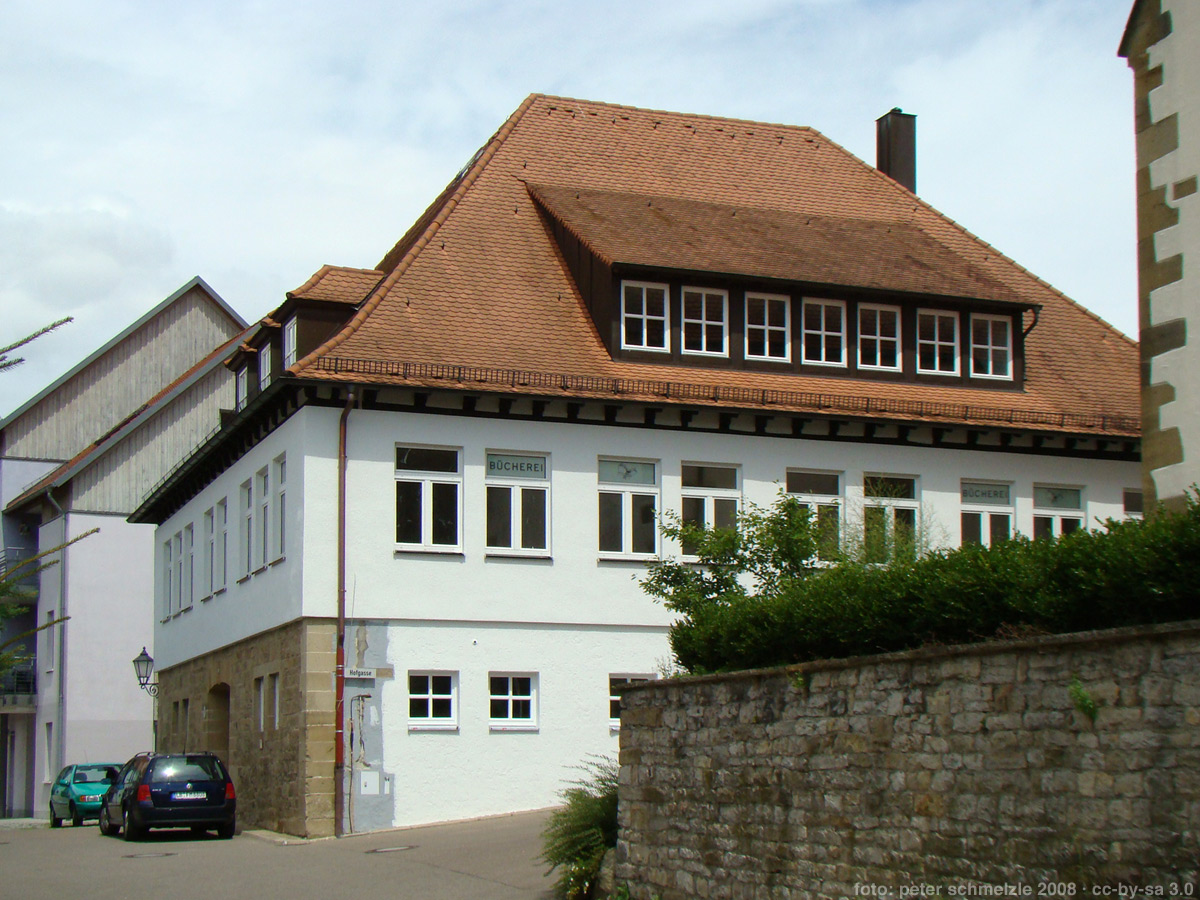
Die "Untere Kelter" wurde 1949/50 zur Schule umgebaut. Später beherbergte sie das Rathaus. Seit 1985 dient sie als Bürgerhaus mit Bücherei.

### Bildung
Die Gemeinde verfügt über eine Grundschule. Das Schulzentrum ist eine sehenswerte Anlage, die Mitte der 1960er Jahre aus einem Architekturwettbewerb hervorging. Darüber hinaus gibt es noch drei Kindergärten. Neben dem Schulzentrum, das Ende der 1990er generalüberholt, erweitert und neu ausgestattet wurde, verfügt der Ort über ein Bürgerhaus mit Bücherei, Turnhalle, die Mehrzweckhalle Wasenhalle, und hat im Dezember 2002 im Neubaugebiet Neusatz einen neuen Kindergarten in Passivhaus-Bauweise eingeweiht.

### Ver- und Entsorgung
Das Strom- und Gasnetz in der Gemeinde wird von der Netze BW GmbH (ein Unternehmen der EnBW Energie Baden-Württemberg AG) betrieben. Das Trinkwasser wird von der Besigheimer Wasserversorgungsgruppe bezogen. Die Abfallentsorgung wird von der Abfallverwertungsgesellschaft des Landkreises Ludwigsburg mbH (AVL) übernommen, einer 100%igen Tochtergesellschaft des Landkreises Ludwigsburg. Die AVL ist beauftragt, die Aufgaben zur Vermeidung, Verwertung und Beseitigung von Abfällen im Auftrag des Landkreises Ludwigsburg zu erfüllen.

## Söhne und Töchter der Gemeinde
- Carl Reuther (1846–1908), Fabrikant und Gründer der VAG Armaturen
- Eugen Sigrist (1903–1942). hingerichteter kommunistischer Widerstandskämpfer gegen das NS-Regime
- Ernst Wilhelm Zehender (1905–1942), während der NS-Zeit hingerichteter Kriegsdienstverweigerer
- Rainer Krause (* 1942), Psychoanalytiker und Affektforscher, Hochschullehrer
- rosalie, geb. als Gudrun Müller (1953–2017), Bühnenbildnerin und Malerin
- Klaus Roth (* 1953), Politikwissenschaftler
- Axel Jüptner (1969–1998), Fußballspieler

## Ehrenbürger
- Altbürgermeister Helmut Klass für seine mehr als 30-jährige Dienstzeit als Bürgermeister von 1954 bis 1986, ernannt am 29. Juni 1990.